# Đá Đông
Đá Đông (tiếng Anh: East London Reef; tiếng Filipino: Silangang Quezon; tiếng Trung: 东礁; bính âm: Dōng jiāo, Hán-Việt: Đông tiêu) là một rạn san hô vòng thuộc cụm Trường Sa của quần đảo Trường Sa. Đá Đông cùng với đá Tây, đá Châu Viên và rạn san hô chứa đảo Trường Sa Đông hợp thành cụm đá ngầm mà các nhà hàng hải quốc tế gọi là London Reefs (cụm rạn Luân Đôn). Đá Đông nằm cách đá Tây khoảng 18 hải lý (33 km) về phía đông và cách đá Châu Viên 10 hải lý (18,5 km) về phía tây. Bản đồ hành chính đều thể hiện danh từ riêng là Đông còn danh từ chung để mô tả thực thể là đá. Về bản chất địa lý, đá Đông là một bãi đá san hô, không phải là một đảo.
Đá Đông là đối tượng tranh chấp giữa Việt Nam, Đài Loan, Philippines và Trung Quốc. Hiện Việt Nam đang kiểm soát đá này như một phần của thị trấn Trường Sa, huyện Trường Sa, tỉnh Khánh Hòa. 

## Đặc điểm

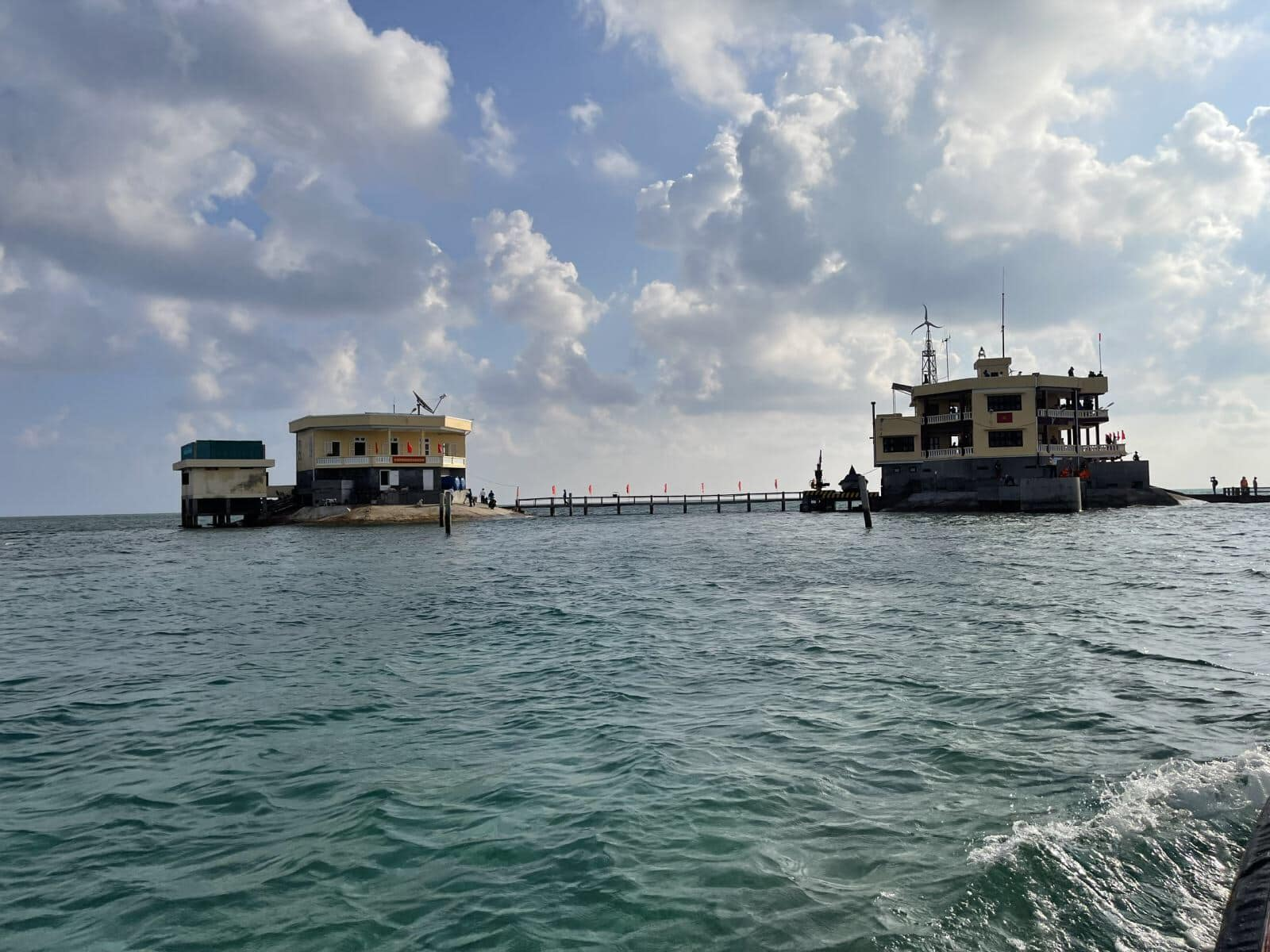
Toàn cảnh Đảo Đá Đông B

### Địa lý
Rạn san hô đá Đông nằm theo trục đông-tây với chiều dài khoảng 14 km và chiều rộng tối đa khoảng 4 km với diện tích nền san hô khoảng 25.1 km². Do đá này dốc dần từ nam lên bắc nên khi thủy triều xuống 0,4 m thì vành đai san hô phía bắc đã nhô lên khỏi mặt nước trong khi vành phía nam chỉ nhô lên khi nước triều xuống 0,2 m. Vụng biển của rạn vòng này sâu từ 7,3 đến 14,6 m, rộng khoảng 16.5 km².

### Công trình nhân tạo
Công binh Hải quân Việt Nam đã xây ba cụm nhà lâu bền ở ba mặt tây, bắc và đông của đá được đặt tên là Đảo Đá Đông A, B, C; có tọa độ địa lý cụ thể là (tọa độ trong ngoặc là tọa độ ghi trên bia chủ quyền):
- Đảo Đá Đông A (ở phía đông của đá Đông): 8°49′21″B 112°39′33″Đ / 8,8225°B 112,65917°Đ (8°49′24″B 112°39′34″Đ / 8,82333°B 112,65944°Đ): gồm một nhà lâu nối với một nhà văn hóa đa năng (khánh thành tháng 4 2021[6]).
- Đảo Đá Đông B (ở phía tây của đá Đông): 8°49′40″B 112°33′1″Đ / 8,82778°B 112,55028°Đ (8°49′4″B 112°33′5″Đ / 8,81778°B 112,55139°Đ): gồm hai nhà lâu và một nhà văn hoá (khởi công năm 2023[7]) nối với nhau.
- Đảo Đá Đông C (ở phía bắc của đá Đông): 8°50′24″B 112°35′40″Đ / 8,84°B 112,59444°Đ (8°50′0″B 112°34′30″Đ / 8,83333°B 112,575°Đ): gồm một nhà lâu nối với một nhà văn hóa đa năng (khởi công vào tháng 4 năm 2022[8]).

Tháng 6 năm 2025, Việt Nam bắt đầu tiến hành hoạt động bồi đắp mở rộng các điểm Đá Đông A, B và C.

## Lịch sử
Đầu năm 1988, sau khi chiếm đóng đá Chữ Thập (ngày 31/1/1988) và đá Châu Viên (ngày 18/2/1988) thuộc quần đảo Trường Sa, Trung Quốc có ý đồ chiếm đóng đá Đông.
Ngày 15 tháng 2 năm 1988, tàu vận tải HQ-614 của Vùng 4 Hải quân tới đảo Đá Đông, kết hợp với tàu HQ-851 lập thành biên đội do Sở chỉ huy tiền phương của Vùng 4 đang đặt ở tàu HQ-614 trực tiếp chỉ huy. Sở chỉ huy tiền phương của Vùng 4 gồm Đại tá, chỉ huy trưởng vùng Lê Văn Thư, Trung tá, Phó tham mưu trưởng vùng Nguyễn Văn Dân và Trung tá, Phó chủ nhiệm chính trị Vùng Lê Xuân Bạ tổ chức canh giữ đá Đông.
Ngày 19 tháng 2 năm 1988, sau khi giằng co quanh đá Châu Viên với Trung Quốc không thành công, tàu HQ-614 và HQ-851 đưa lực lượng của Lữ đoàn 146, Vùng 4 Hải quân Việt Nam và của Trung đoàn 83 Công binh Hải quân đổ bộ lên Đá Đông và tổ chức đóng giữ đá này.